# Holger Skeel
 Der er flere personer med dette navn, se Holger Skeel (officer).
Holger Skeel (2. april 1699 i Køge – 9. marts 1764 i København) var en dansk godsejer og stiftamtmand, far til Andreas, Frederik Christian, Jørgen Erik og Vilhelm Mathias Skeel.

## Embedskarriere
Han var søn af kaptajn Anders Skeel (22. februar 1665 – 25. april 1702) til Stamhuset Birkelse og Sophie Amalie Vind (5. februar 1668 – 21. januar 1743) og fødtes 2. april 1699. 1714-16 var han landkadet og udnævntes 1717 til hofjunker, 1721 til kammerjunker og 1730 til etatsråd og amtmand over Nordborg og Ærø Amter. Herfra forflyttedes han 1748 til Ribe som stiftamtmand over Ribe Stift og amtmand over Riberhus Amt, og 1750 fik han den vigtige post som stiftamtmand over Sjællands Stift og amtmand over Roskilde Amt, hvilke embeder han beklædte lige til sin død. Han roses som en særdeles duelig og pligtopfyldende embedsmand. Regeringen satte stor pris på ham og ønskede, at han 1752 skulle træde ind i centralstyrelsen som deputeret i Rentekammeret, men Skeel afslog det. Derimod udnævntes han 1752 til tilforordnet i Højesteret og 1762 til medlem af Overskattedirektionen. 1740 var han blevet konferensråd, 1747 Ridder af Dannebrog, 1755 gehejmeråd og 1757 ridder af ordenen l'union parfaite.

## Godsejer
Som godsejer vandt Skeel sig også et godt navn. 1729 arvede han Fårevejle på Langeland efter en onkel, 1735 tiltrådte han besiddelsen af Stamhuset Birkelse, ved moderens død 1743 arvede han Mullerup på Fyn, og endvidere ejede han Mørup og Bonderup på Sjælland. Han gjorde meget for sine godsers opkomst og stiftede flere legater. Skeel var fra 1763 patron for Roskilde adelige Jomfrukloster. Han døde 9. marts 1764.
12. april 1730 havde han ægtet Regitse Sophie baronesse Güldencrone (22. maj 1706 – 27. oktober 1779), datter af stiftamtmand Christian lensbaron Güldencrone.
Han er begravet i Vor Frue Kirke i Aalborg.

## Gengivelser
Johan Hörner har malet et portræt, som findes i flere udgaver på Orebygård, Roskilde Adelige Jomfrukloster, Frederiksborgmuseet og Birkelse. I 2008 dukkede endnu et portræt op, som også tilskrives Hörner. Maleriet havde indtil da befundet sig i USA og blev solgt på Bruun Rasmussen Kunstauktioner i 2009 (katalog nr. 806).